# William Booth
William Booth (ur. 10 kwietnia 1829 w Nottingham, zm. 20 sierpnia 1912 w Londynie) – pastor metodystyczny, założyciel i pierwszy generał (1878 — 1912) Armii Zbawienia. 
Razem z żoną prowadził działalność kaznodziejską na ulicach. Ważnymi elementami misjonarskiej aktywności był śpiew, orkiestry, mundury. Zakładając Armię zbawienia chciał zwrócić uwagę na położenie ludzi biednych, potrzebujących, starych. 

## Życie prywatne
Żonaty z Catherine Mumford. Ojciec ósemki dzieci:
- Bramwell Booth (8 marca 1856 – 16 czerwca 1929).
- Ballington Booth (28 lipca 1857 – 5 października 1940).
- Kate Booth (18 września 1858 – 9 maja 1955).
- Emma Booth (8 stycznia 1860 – 28 października 1903).
- Herbert Booth (26 sierpnia 1862 – 24 września 1926).
- Marie Booth (4 maja 1864 – 5 stycznia 1937).
- Evangeline Booth (25 grudnia 1865 – 17 lipca 1950).
- Lucy Booth (28 kwietnia 1868 – 18 lipca 1953).